# نواراما
نواراما (انگلیسی: Novarama) شرکت بازی ویدئویی اسپانیایی است، که در سال ۲۰۰۳ تأسیس شد.